# Koča Popović
Konstantin Koča Popović (srbsko Константин Коча Поповић), srbski književnik, pesnik, komunist, španski borec, partizan, generalpolkovnik JLA, politik, narodni heroj Jugoslavije, * 15. marec 1908, Beograd, Kraljevina Srbija (danes Srbija), † 20. oktober 1992, Beograd, ZRJ.
Koča Popović je študiral filozofijo na Sorboni v Parizu, se ukvarjal s publicistiko in književnostjo (z Oskarjem Davičom) idr. se je pridružil nadrealističnemu gibanju). Član Komunistične partije Jugoslavije je postal 1933, zaradi česar so ga preganjali in zapirali. Leta 1937 se je pridružil republikanski vojski v španski državljanski vojni, kjer je bil poročnik in med drugim poveljeval artilerijski enoti Mednarodnih brigad, s katerimi je po njihovem porazu leta 1939 prešel Francijo. Leta 1941 je sodeloval je pri organizaciji vstaje v Srbiji ob začetku 2. svetovne vojne v Jugoslaviji. Bil je poveljnik več odredov, ob ustanovitvi 1. proletarske brigade njen poveljnik, 1. novembra 1942 pa poveljnik 1. proletarske divizije NOV in POJ. Divizija se je še posebej izkazala v bitki na Neretvi. Poleti 1944 je postal poveljnik NOV in PO Srbije ter v zaključnih operacijah kot komandant poveljeval 2. armadi JA.
11. marca 1943 se je v Gornjem Vakufu skupaj z Vladimirjem Velebitom in Milovanom Đilasom sestal z nemškim generalpodpolkovnikom Benignusom Dippoldom, da bi kot visoki predstavniki partizanov dosegli prekinitev sovražnosti z Nemčijo, Italijo in NDH. Nemci so pozneje te pogovore s partizani prekinili.
Od 2. zasedanja AVNOJ je bil član predsedstva AVNOJ ter kasneje poslanec zvezne ljudske skupščine do 1963.
Po končani vojni je bil v letih 1945–53 načelnik generalštaba Jugoslovanske ljudske armade (JLA) (in član CK KPJ/ZKJ od 1948), nato pa 12 let jugoslovanski zunanji minister oz. državni sekretar za zunanje zadeve (od januarja 1953 do 1965), nato je 1966–67 za kratek čas pred ukinitvijo funkcije nasledil odstavljenega Aleksandra Rankovića kot podpredsednik SFRJ. Obenem je bil še član Zveznega izvršnega sveta, nazadnje pa član predsedstva SFRJ, a je odstopil kot ena izmed "žrtev" politične čistke, ki je bila v začetku 70. let napernjena proti srbskemu "liberalizmu", katerega podpornik je bil. Nato je vse do konca življenja živel v Dubrovniku. Leta 1985 je (skupaj s Pekom Dapčevićem) zavrnil povišanje v armadnega generala. Ob koncu življenja je bil nasprotnik tako Tuđmanovega kot Miloševićevega režima in proti vojnam, ki so izbruhnile na ozemlju nekdanje Jugoslavije.